# Eugène Munroe
Pour les articles homonymes, voir Munroe.
Eugène Munroe est un entomologiste canadien, né le 8 septembre 1919 à Détroit dans le Michigan qui a émigré au Canada avec ses parents en 1927 et qui est mort le 31 mai 2008 en Ontario au Canada.

## Études et travaux
Il suit des études d'entomologie à la McGill University qu'il termine par son travail sur la biogéographie des lépidoptères indiens.
Il travaille au Département Canadien de l'Agriculture où il continue ses recherches
Ses travaux en font une autorité sur le sujet des Pyraloidea.
De 1976 à 1982 il est le responsable d'édition du MONA (Moths of America North of Mexico)

## Publications
- Munroe, E. G. 1948. The geographical distribution of butterflies in the West Indies. Ph.D. thesis. Cornell University, Ithaca, New York.
- Munroe, E. G. 1953. The size of island faunas. Proceedings of the 7th Pacific Science Congress, Zoology, 4: 52-53.
- Munroe, E. G. 1958. Hampson's Schoenobiinae (Lepidoptera: Pyralidae). Proceedings of the 10th International Congress of Entomology, 1: 301-302.
- Munroe, E. G. 1965. Zoogeography of insects and allied groups. Annual Review of Entomology, 10: 325-344.
- Munroe, E. G. 1983. Pyralidae (except Crambinae). In Check List of the Lepidoptera of America North of Mexico. Edited by R. W. Hodges, T. Dominick, D. *R. Davis, D. C. Ferguson, J. G. Franclemont, E. G. Munroe, and J. A. Powell. E. W. Classey and The Wedge Entomological Research Foundation, London. pp. 67–85.
- Munroe, E. G. 1989. Changes in classification and names of Hawaiian Pyraloidea since the publication of Insects of Hawaii, Volume 8, by. E. C. Zimmerman (1958) (Lepidoptera). Bishop Museum Occasional Papers, 29: 199-212.
- Munroe, E. G. 1995. Usingeriessa onyxalis (Dyar) (Lepidoptera: Crambidae: Nymphulinae), a moth with presumably aquatic larvae, newly recorded from Hawaii, with a synopsis of Hawaiian Nymphulinae. Bishop Museum Occasional Papers, 42: 39-42.
- Munroe, E. G. 1996. Distributional patterns of Lepidoptera in the Pacific Islands. In The Origin and Evolution of Pacific Island Biotas, New Guinea to Eastern Polynesia: Patterns and Processes. Edited by A. Keast and S. E. Miller. Academic Publishers, Amsterdam. pp. 275–295.
- Peck, S. and E. Munroe. 1999. Biogeography and evolutionary history: wide-scale and long-term patterns in insects. In Ecological Entomology. Edited by C. B. Huffaker and A.P. Gutierrez. John Wiley & Sons, New York. pp. 231–261.
- Munroe, E. and M. A. Solis. 1999. Pyraloidea. In Lepidoptera, Moths and Butterflies, Vol. 1, Arthropoda, Insect, Vol.4, Part 35. Handbook of Zoology. Edited by N. Kristensen. Walter de Gruyter & Co., Berlin. pp. 233–256.

## Distinctions
En 2004 la Lepidopterists' Society lui décerne la médaille Karl Jordan.

## Sources
- Biographie d'Eugène Munroe
- autre biographie